# Anton Valentin (Funktionär)
Anton Valentin (* 26. Februar 1898 in Újarad, Königreich Ungarn, Österreich-Ungarn; † 16. Dezember 1967 in Sigmaringen) war ein deutscher Lehrer, Schulleiter und NSDAP-Funktionär im Königreich Rumänien sowie Bundesvorsitzender der Landsmannschaft der Banater Schwaben von 1953 bis 1966.

## Leben
Anton Valentin war Sohn einer banatschwäbischen Bauernfamilie. Nach seiner Zeit am Gymnasium in Arad wechselte er an das Piaristengymnasium in Temeswar, wo er 1917 seine Matura ablegte. Von der Ostfront des Ersten Weltkriegs kehrte er als Fähnrich zurück. Er stand der Erneuerungsbewegung nahe, die ihr „deutsches Volkstum“ und den „völkischen Aufbruch“ als zentralen Wert erlebte. Der „kompromisslos deutsch-gesinnte“ Valentin begann ein Theologiestudium am Katholischen Priesterseminar Timișoara, wo er mit dem „magyarisch-gesinnten“ Bischof Julius Glattfelder in Konflikt geriet. Darauf studierte er Philologie in Innsbruck, Tübingen, Marburg, München und Cluj. 1927 erhielt er ein Diplom als Lizenziat für Deutsch, Latein und Rumänisch. Während seiner Studienzeit betätigte sich Valentin von 1923 bis 1924 als Vorsitzender des Bundes Südostschwäbischer Studenten und von 1924 bis 1927 als Geschäftsführender Vorsitzender des Bundes Deutscher Hochschüler in Rumänien.
Valentin unterrichtete ab Herbst 1926 vornehmlich Latein und Deutsch in der von der deutschen Reichsregierung finanziell unterstützten deutschsprachigen Bildungseinrichtung Banatia und dem römisch-katholischen Knabenlyzeum in Timișoara; bis 1929 war er zudem Studienleiter im angegliederten Schülerheim. Ende der 1920er Jahre schloss er sich der Jungschwäbischen Bewegung an. Er wirkte als verantwortlicher Schriftleiter beim Banater Tagblatt. 1935 stand er der Deutschen Volkspartei Rumäniens nahe. Von 1933 bis 1938 war Valentins Herausgeber und Schriftleiter der Zeitschrift Banater Monatshefte, mit dem Ziel „die geistig tätigen Kräfte unseres Volkes [zu] sammeln und der Volksgemeinschaft nutzbar [zu] machen“. Von 1936 bis 1944 war er Obmann des Männergesangvereines Eintracht in Timișoara und zugleich Hauptschriftführer des Banater Deutschen Sängerbundes.
Zwischen 1937 und 1940 leitete er das Banater Kulturamt der Volksgemeinschaft der Deutschen in Rumänien. Sein Titel lautete 1940 Gaukulturwalter des Banats. Ab 1941 führte er die Gebietsstelle des Amtes für Kunst und Wissenschaft und war später Leiter der Banater Zweigstelle des Forschungsinstituts der Volksgruppe. ‚Volksgruppenführer‘ Andreas Schmidt ernannte ihn am 15. Februar 1942 zum Beirat des Verbandes der Museen, Archive und wissenschaftlichen Büchereien. Valentin war Mitglied der NSDAP in der Volksgemeinschaft der Deutschen in Rumänien. Deutschsprachige konfessionelle Schulen wurden im April 1942 der „Volksgruppenführung“ unterstellt, worauf die Banatia den Namen Prinz-Eugen-Oberschule erhielt. Valentin wurde von ‚Volksgruppenführer‘  Schmidt zu ihrem neuen Direktor ernannt und hielt diese Position bis zum Königlichen Staatsstreich in Rumänien im August 1944.
Die Familie Valentin (Anton mit Ehefrau Ella und ihren Kindern Dietmar, Hertha und Heidi) flüchtete im Herbst 1944 mit anderen Banater Schwaben vor der heranrückenden Roten Armee. Die Familie fand eine vorläufige Bleibe in Niederösterreich, wo Valentin in Seitenstetten am 1. Dezember 1944 zum Direktor einer für geflüchtete Oberschüler eingerichteten Heimschule ernannt wurde. Nach deren Auflösung im April 1945 übersiedelte die Familie nach Bregenz, wo Valentin an der Hauptschule für Mädchen und am Bundesgymnasium für Jungen einige Jahre als Hilfslehrer unterrichtete. 1949 zog die Familie in das deutsche Sigmaringen. Nach anfänglicher Aushilfstätigkeit stellte ihn am 1. März 1950 das dortige Staatliche Gymnasium als Studienrat ein, wo er 1963 als Oberstudienrat in den Ruhestand trat.
1953 wurde er als Nachfolger von Mathias Hoffmann zum Bundesvorsitzenden der Landsmannschaft der Banater Schwaben gewählt. Dieses Amt führte er bis 1966 aus, gefolgt von Michael Stocker. Bundespräsident Lübke verlieh ihm 1963 das Bundesverdienstkreuz 1. Klasse. 1967 verstarb Anton Valentin in Sigmaringen.

## Veröffentlichungen (Auswahl)
- Gott, Mensch, Heimat. In: Banater Monatshefte, 2/1933, S. 46–51.[7]
- Die Pestseuche im Banat. In: Banater Monatshefte, 1938/39, Heft 1 S. 15–22, Heft 2 S. 55–59, Heft 3 S. 79–84, Heft 4 S. 118–123, Heft 6 S. 161–163.[8]
- Gebt euren Kindern deutsche Rufnamen! In: Deutsche Zeitung (1940–1945) (Budapest) vom 28. Februar 1942, S. 3.[9]
- Deutscher Kultureinfluß im Banat. In: Jahrbuch der Deutschen Volksgruppe in Rumänien. 1943, S. 193–197.[9]
- Das Banat im 18. Jahrhundert. In:  Donauzeitung (Belgrad) vom 5. April 1944, S. 3.[9]
- Die Banater Schwaben. Kurzgefaßte Geschichte einer südostdeutschen Volksgruppe. Kulturreferat der Banater Schwaben, München 1959.[9]

## Zitat
Anlässlich einer Buchausstellung in Timișoara sagte Valentin 1940:
„Der totale Krieg eines Volkes aber bedeutet, daß jeder von uns durch seine Auswirkungen berührt wird, und die Tatsache, daß nicht die Heere, sondern die Völker gegeneinander stehen, bedeutet, daß der Krieg nicht nur an der Front, sondern auch in der Heimat, überall dort, wo Deutsche leben, entschieden wird. […] Gefahrvolle Höhepunkte des Volksschicksals aber sind immer kriegerische Auseinandersetzungen, in denen es früher mindestens stets um wesentliche Entscheidungen für die Zukunft, heute aber um Sein oder Nichtsein geht. Und uns Deutschen im Auslande ist es vom Schicksal auferlegt, um dieses Sein oder Nichtsein, im nationalen Verstande, täglich zu ringen. Gewiß hängt unser Schicksal ab vom Ausgange des Krieges und wir zweifeln und zweifelten keinen Augenblick an dem Sieg der deutschen Waffen. Aber wir müssen uns heute wie morgen dessen gewiß sein, daß wir als deutsche Vorposten im Südosten unsere Stellung durch unsere eigene Kraft behaupten werden müssen. Das Vertrauen des Führers hat uns erneut auf den Posten gestellt. Das bedeutet für uns die Verpflichtung, hier auf dem Boden Sachwalter deutschen Wesens, deutscher Kraft zu sein. Wir haben ein junges Volksbewußtsein, der gewaltige Umbruch durch den Nationalsozialismus hat bei uns letzthin auch hartnäckigste Magyaronen wachgerüttelt und in ihnen die Stimme des Blutes erweckt. Wir freuen uns über ihre Heimfindung.[…] Unsere Buchausstellung soll in bescheidenem Rahmen das deutsche geistige Geschehen unserer Zeit als mitentscheidende Waffe vermitteln. Im Mittelpunkt der Ausstellung steht das Werk des Führers in seiner einmaligen, überragenden, geschichtlichen Bedeutung.“

## Rezeption
In Würdigungen der Landsmannschaft der Banater Schwaben wurde Valentins NS-Tätigkeit verklärend dargestellt, so in der achtseitigen Sonderbeilage der Banater Post Zum zehnjährigen Todestag von Anton Valentin in Ausgabe 12 vom 15. Dezember 1977 von
- Michael Stocker, Bundesvorsitzender der Landsmannschaft der Banater Schwaben: Anton Valentin bleibt unvergessen. (ebenda, S. 1)
- Kaspar Hügel: Der Volkstumskämpfer und Kulturpolitiker Anton Valentin. (ebenda, S. 2)
- Herta Tietz: in Leben für die Banater Schwaben. (ebenda, S. 3–4.)
- Matthias Weber: Mensch und Vorgesetzter. (ebenda, S. 5.)
- Anton Karl: Der Kampf um die Ersatzeinheitswerte. (ebenda, S. 5–6.)
- Anton Peter Petri: Anton Valentin und die Monatshefte. (ebenda, S. 6.)
- Heidi Valentin: Bibliographie. (ebenda, S. 7–8.)

und zum 50. Todestag
- Walter Tonţa: Ein Leben im Dienste der Banater Schwaben. In: Landsmannschaft der Banater Schwaben vom 16. Dezember 2017.[1]